# 493
493 (CDXCIII) je bilo navadno leto, ki se je po julijanskem koledarju začelo na petek.

## Dogodki
- Got Teodorik zasede Italijo, se razglasi za kralja, a je podložen Konstantinoplu.